# Дружеские подарки (совместный выпуск почтовых блоков)

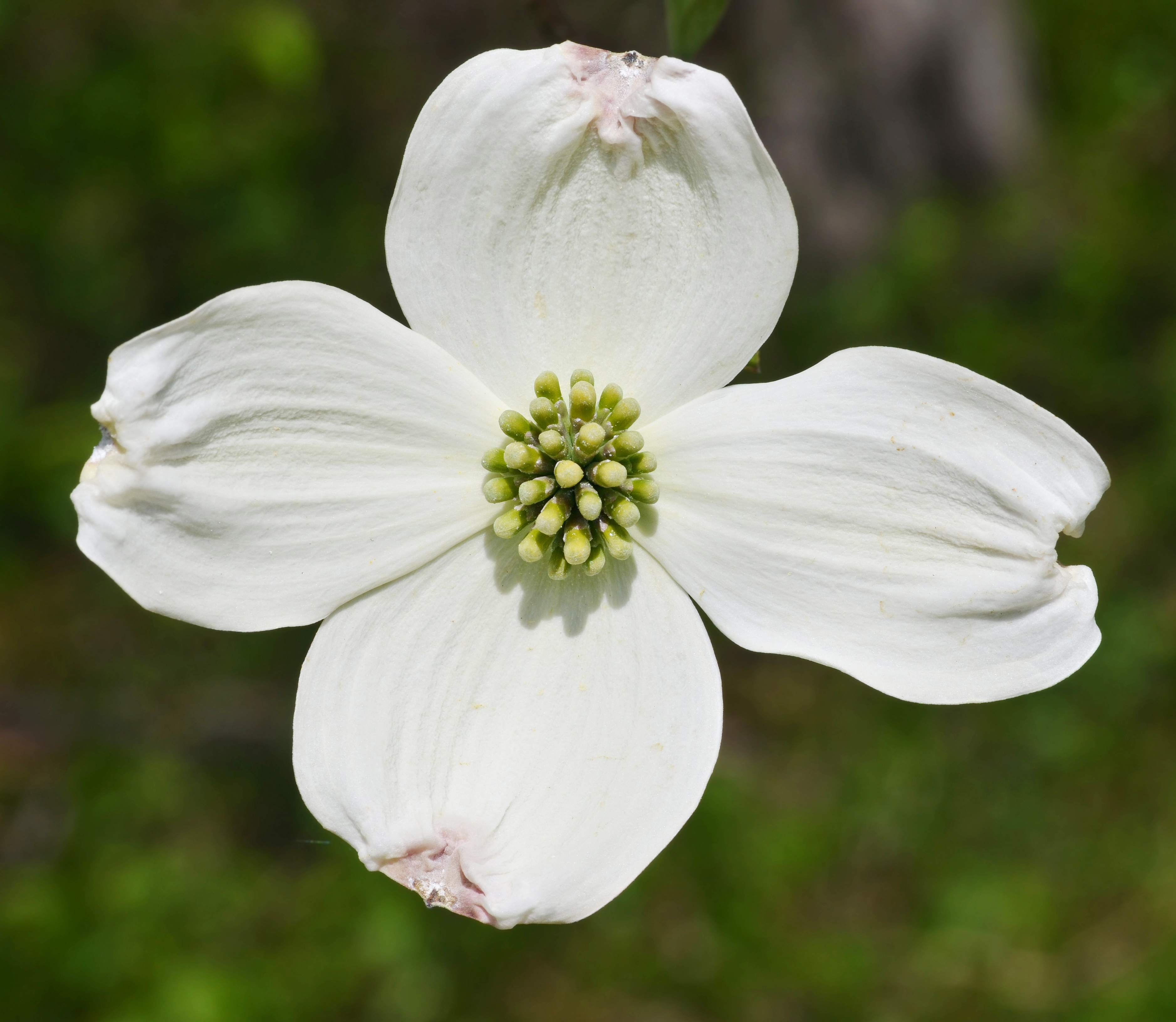
Белый цветок кизила

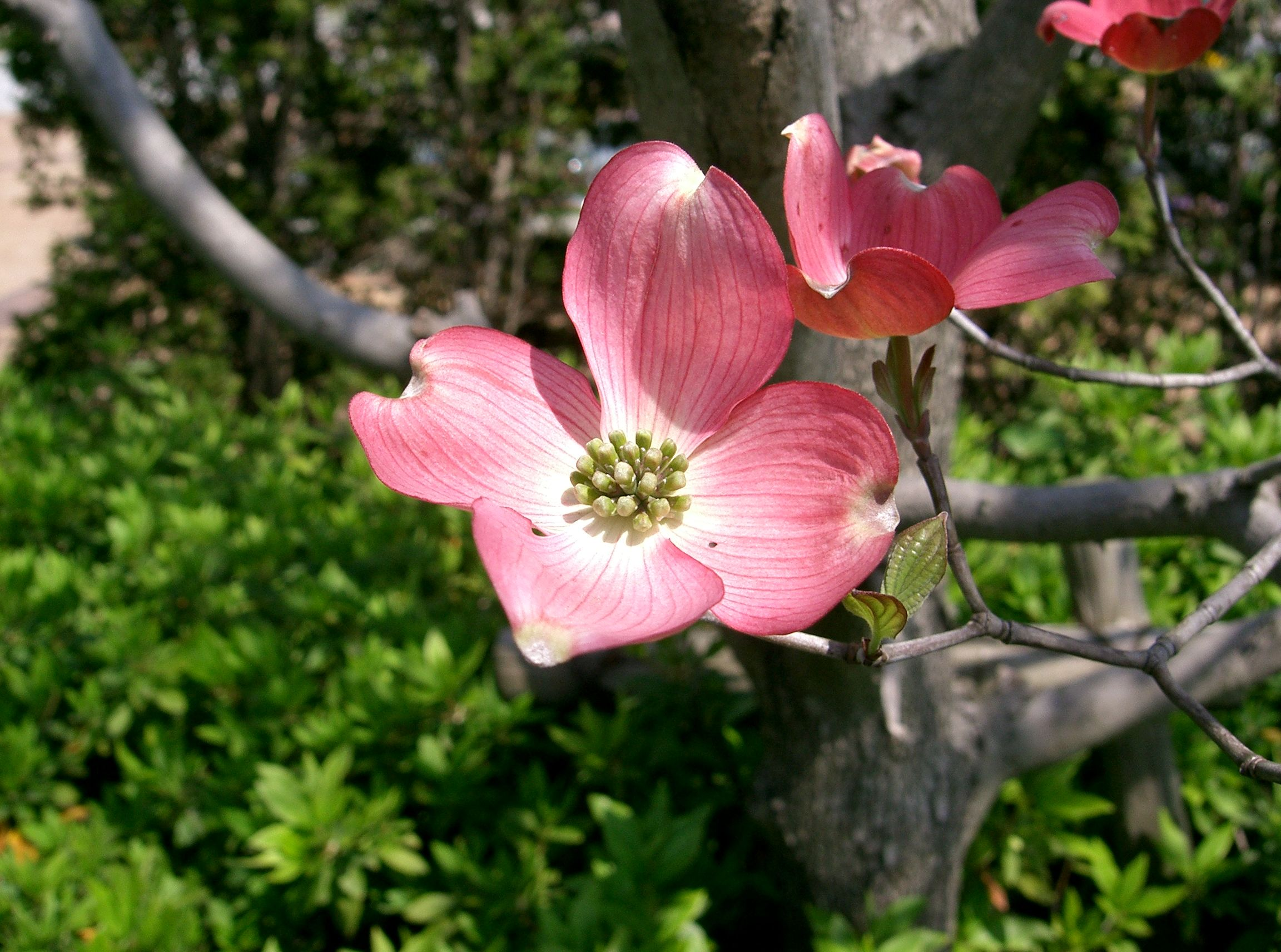
Красный цветок кизила

«Дру́жеские пода́рки» (англ. “Gifts of Friendship”), 100-ле́тие даре́ния Япо́нии кизи́ла из США (англ. Centennial Celebration of the Gift of Flowering Dogwood Trees from the U.S., яп. 米国からのハナミズキ寄贈100周年) — первый совместный выпуск США и Японии. В 2015 году были выпущены два почтовых блока, посвящённых 100-летию американского подарка Японии. В 1915 году президент США Говард Тафт отправил в Японию 60 саженцев кизила, 40 с белыми цветами и 20 с красными, в ответ на подаренные Японией деревья сакуры в 1910 и 1912 годах.
Каждую весну в США цветёт японская сакура, в Японии — американский кизил. Деревья стали символами дружбы между двумя странами, их цветение — источник вдохновения для мира во всем мире.
Совместный почтовый выпуск содержит два почтовых блока, на которых размещено семь различных марок (на американском блоке — четыре разные марки, на японском — семь). Марки отдельно от почтовых блоков не выпускались. Две почтовые марки, на которых изображены мемориал Линкольну (англ. Lincoln Memorial and cherry blossoms, яп. サクラとリンカーン記念館) с цветущей сакурой и здание Капитолий США (англ. United States Capitol and dogwood blossoms, яп. ハナミズキと米国連邦議会議事堂) с цветущими розовым кизилом, а также оформление американского почтового блока были разработаны американским художником Полом Роджерсом (англ. Paul Rogers). Пять художественных миниатюр, на которых изображены здание Токийского национального парламента (англ. National Diet Building and cherry blossoms, яп. サクラと国会議事堂) с цветущей сакурой, Часовая башня Мемориального музея Кэнсэй (англ. Clock Tower, Tokyo, and dogwood blossoms, яп. ハナミズキと憲政記念館時計塔) с цветущим белым кизилом, белые цветы кизила, цветы сакуры и красные цветы кизила, а также оформление японского почтового блока были созданы японской художницей Дзюнко Каибути (англ. Junko Kaibuchi, яп. 貝淵　純子). Дата выпуска марок — 10 апреля 2015 года.

## История совместного выпуска
Первая «великая война» XX века велась между Россией и Японией 1904—1905 годов. То, что могло бы стать первой мировой войной, было улажено дипломатией США, Японии и России. По просьбе Японии и с согласия России посреднические функции в выработке условий договора выполнял Теодор Рузвельт, лауреат Нобелевской премии мира 1906 года (за посредничество в заключении русско-японского Портсмутского мира). Рузвельт пригласил страны провести переговоры в Портсмуте в штате Нью-Гэмпшир. Президент США был решительно настроен содействовать скорейшему заключению мирного соглашения, «прежде чем Япония вытеснит Россию из Восточной Азии». По его словам, лучше, если Россия «будет оставлена лицом к лицу с Японией, с тем чтобы они могли оказывать друг на друга сдерживающее влияние». Результатом этих переговоров стал мир по Портсмутскому договору.
Япония искала способ отблагодарить США за их роль в переговорах. Узнав о желании Америки выращивать сакуру, в 1909 году мэр Токио Юкио Одзаки предложил прислать деревья в качестве символа дружбы между народами. Возможно, подарок также был сделан для того, чтобы помочь ослабить иммиграционную напряженность между США и Японией. Деревья прибыли в конце 1910 года. Когда они были поражены вредителями и болезнями, самому президенту пришлось санкционировать их сжигание, чтобы избежать дипломатического кризиса.
Два года спустя мэр Токио Юкио Одзаки посетил столицу США Вашингтон и прислал ещё 3020 сакур, которые были успешно посажены взамен первоначального подарка. США ответили взаимностью в 1915 году, когда следующий президент США Говард Тафт отправил в Японию 60 саженцев кизила: 40 с былым цветами и 20 с красными. Традиция дарения деревьев продолжается и в XXI веке. Каждую весну в США по-прежнему цветёт японская сакура, а в Японии — американский кизил. Деревья остаются живыми символами прочной дружбы между двумя странами — их цветение служит источником вдохновения для международного мира во всем мире.
Совместный американо-японский выпуск почтовых блоков посвящён 100-летию американского подарка. На почтовых блоках представлены семь различных марок (на американском блоке — четыре). Две художественные миниатюры, на которых изображены мемориал Линкольна с цветущей сакурой и здание Капитолия США с розовым цветущим кизилом, были разработаны американским художником Пол Роджерс. Пять почтовых марок, на которых изображены здание Токийского национального парламента с цветущей сакурой, часовая башня с белыми цветами кизила, белые цветы кизила, цветы сакуры и красные цветы кизила, были созданы японской художница Дзюнко Каибути.
Верификация совместного выпуска.
- Американская «Компания загадочных марок»: «Эти марки — часть совместного выпуска, посвящённого 100-летию американского подарка Японии в 1915 году — кизиловых деревьев» (англ. These stamps were part of a joint issue to commemorate the 100th anniversary of America’s gift of dogwood trees to the Japan in 1915)[1].
- Американский каталог «Скотт», США: «Смотрите номера Японии» (англ. See Japan Nos.)[5].
- Немецкий каталог «Михель», США: «Совместный выпуск c Японией» (нем. Parallelausgabe mit Japan)[6].
- Американский каталог «Скотт», Япония: «Смотрите № 4982—4985 Соединённых Штатов» (англ. See United States Nos. 4982-4985) — четыре марки[7].
- Немецкий каталог «Михель», Япония: «Совместный выпуск c № 5166—5169 США» (нем. Parallelausgabe mit USA MiNr. 5166–5169) — четыре марки[8].

## Описания рисунков марок

Японский почтовый блок совместного выпуска с пронумерованными марками (1)—(7). Япония, 2015

Совместный выпуск включает два почтовых блока, американский (4 разные марки с зубцами и без зубцов) и японский. Блоки включают семь разных марок — почтовых художественных миниатюр (описаны ниже с номерами (1)—(7)). Выпуск нарисовали два автора: американский художник Пол Роджерс (англ. Paul Rogers) — американские и японские марки (3), (4) с видами США и американский почтовый блок; японская художница Дзюнко Каибути (англ. Junko Kaibuchi, яп. 貝淵　純子) — американские и японские марки (1), (2) с видами Японии, японские марки (5)—(7) только с цветами и японский почтовый блок:
марка (1) (на японском блоке ①): цветущая розовая сакура и здание парламента Японии (англ. National Diet Building and cherry blossoms, яп. サクラと国会議事堂):
- номера американских марок (Sc 4984, 4984 imperforate; Mi 5168BA, 5168BB);
- номера японской марки (JSCA C2210a; Sc 3814a; Mi 7199);

марка (2) (на японском блоке ②): цветущий белый кизил и Часовая башня Мемориального музея Кэнсэй (англ. Clock Tower, Tokyo, and dogwood blossoms, яп. ハナミズキと憲政記念館時計塔):
- номера американских марок (Sc 4985, 4985 imperforate; Mi 5169BA, 5169BB);
- номера японской марки (JSCA C2210b; Sc 3814b; Mi 7200);

марка (3) (на японском блоке ③): цветущая розовая сакура и мемориал Линкольну (англ. Lincoln Memorial and cherry blossoms, яп. サクラとリンカーン記念館):
- номера американских марок (Sc 4982, 4982 imperforate; Mi 5166BA, 5166BB);
- номера японской марки (JSCA C2210c; Sc 3814c; Mi 7201);

марка (4) (на японском блоке ④): цветущий красный кизил и Капитолий (англ. United States Capitol and dogwood blossoms, яп. ハナミズキと米国連邦議会議事堂):
- номера американских марок (Sc 4983, 4983 imperforate; Mi 5167BA, 5167BB);
- номера японской марки (JSCA C2210d; Sc 3814d; Mi 7202);

марка (5) (на японском блоке ⑤—⑥): цветущий белый кизил (англ. White dogwood blossoms, яп. 白いハナミズキ):
- номера японской марки (JSCA C2210e; Sc 3814e; Mi 7203);

марка (6) (на японском блоке ⑦—⑧): цветущая розовая сакура (англ. Cherry blossoms, яп. サクラ):
- номера японской марки (JSCA C2210f; Sc 3814f; Mi 7204);

марка (7) (на японском блоке ⑨—⑩): цветущий красный кизил (англ. Red dogwood blossoms, яп. 紅いハナミズキ):
- номера японской марки (JSCA C2210g; Sc 3814g; Mi 7205);

американский почтовый блок: фигурная рамка вокруг левой половины блока;
японский почтовый блок: государственные влаги США и Японии, цветущие сакура, белый кизил и красный кизил, фигурная рамка вокруг левой половины блока.

## Описание марок

Американский почтовый блок (с зубцами и без зубцов) совместного выпуска. США, 2015

Паспорт серии почтовых блоков, то есть такое её описание, по которому можно определить, принадлежит ли конкретный почтовый блок совместному выпуску, состоит из содержания и шаблона.
1. Содержание совместного выпуска. Содержание совместного выпуска определяется памятным текстом на почтовых блоках вне марок и на марках.
- США. На почтовом блоке: «Празднование долговечной связи между двумя народами по случаю столетия дарения цветущих деревьев кизила Японии в 1915 году» (англ. Celebrating an enduring bond between two nations on the centennial of the gift of flowering dogwood trees to Japan in 1915), «Подарки дружбы» (англ. Gifts of Friendship). На почтовом блоке на японском языке: «Дружба» (яп. 友情). На марках: «Навсегда»(англ. Forever)[1].
- Япония. На почтовом блоке и на марках: «100-летие дарения кизила из США» (яп. 米国からのハナミズキ寄贈100周年). На почтовом блоке на английском языке: «Празднование столетия дарения цветущих деревьев кизила из США, 1915—2015» (англ. Centennial Celebration of the Gift of Flowering Dogwood Trees from the U.S. 1915-2015) и «„Подарки дружбы“» (англ. “Gifts of Friendship”). На марках на английском языке: «Столетие цветущего кизила в Японии и США» (англ. Japan-U.S. Flowering Dogwood Centennial)[9][3].

2. Шаблон совместного выпуска. Шаблон данного совместного выпуска определяет характерные черты формы марок и почтовых блоков серии и их рисунка, отличающие их от остальных. Марки одной страны отличаются только рисунком и текстом, марки с одинаковым рисунком разных стран — текстом, зубцовкой и немного размерами.
1) Формат марок. Марки прямоугольные горизонтального формата с отношением сторон 11 : 8 и размерами:
- США: марки 38,0 × 27,0 мм;
- Япония: марки 38,5 × 28,0 мм, размер рисунка марок (1)—(4) 35,5 × 25,0 мм, размер рисунка марок (5)—(10) 38,5 × 28,0 мм (вся марка заполнена рисунком), размер сувенирного блока 222,5 × 140,0 мм;

2) Формат почтовых блоков. Американский и японский почтовые блоки разделены на две половины: на левой помещены марки (1)—(4) в фигурной рамке, на правой — несколько пар марок.
3) Рисунок марок. На марках изображены цветущие деревья: на четырёх марках общим планом вместе со зданиями, на трёх — крупным планом.
4) Номинал. Номинал всех 4 разных марок США 49 центов (плата за 1 унцию письма первого класса), который на марках не указан, стоимость почтового блока с 12 марками 588 центов; номинал всех 7 разных марок Японии 82 иены, который расположен в верхнем правом или левом углу марки, стоимость почтового блока с 10 марками 820 иен.
3. Технические характеристики марок.
1) Количество марок на почтовых блоках. Совместный выпуск состоит из 11 перфорированных (из них 4 американские) и 4 неперфорированных (только американские) марок, размещённых на американском и японском почтовых блоках. С другой стороны, выпуск состоит из 8 американских самоклеющихся марок (4 с зубцами и 4 без) и 7 японских марок с обычным клеем.
2) Тираж. США: типографский лист с почтовыми блоками вышел тиражом 1500 экземпляров; Япония: почтовый блок вышел тиражом 150 млн экземпляров.
3) Цвет. Все почтовые блоки многоцветные (японские 6-цветные).
4) Клей. Почтовый блок США самоклеящийся, японский — с обычным клеем.
5) Печать. США: литографическая офсетная печать, Япония: растровая глубокая печать.
6) Зубцовка. Американские марки — зигзагообразная просечка 10¾ (на самоклеящихся марках) и без зубцов, японские — гребенчатая зубцовка 13.
7) Производство. США: Ashton-Potter Limited.
8) Листы. Типографские листы этого выпуска — это листы почтовых блоков:
- США: типографский лист состоит из 6 почтовых блоков (или «марочных листов» (англ. panes), или «листов с марками» (нем. Folienbogen)), то есть типографский лист содержит 72 марки:
- Япония: почтовый блок называется также «листом» (яп. シート), «марочным листом» (яп. 切手シート) и малым листом (нем. Kleinbogen).

9) Города штемпеля первого дня выпуска. США: Вашингтон во время Национального фестиваля цветения сакуры; Япония: Токио.